# Millbrook (stacja kolejowa)
Millbrook – stacja kolejowa na przedmieściach Southampton w hrabstwie Hampshire na linii kolejowej Wessex Main Line. Na stacji nie zatrzymują się pociągi pośpieszne. 

## Ruch pasażerski
Ze stacji korzysta 20 988 pasażerów rocznie (dane za okres od kwietnia 2021 do marca 2022). Posiada bezpośrednie połączenia z Bristolem, Bath Spa, Southampton i Salisbury. Pociągi odjeżdżają ze stacji na każdej z linii w odstępach co najwyżej godzinnych w każdą stronę. 

## Obsługa pasażerów
Automat biletowy, przystanek autobusowy. Stacja nie dysponuje parkingiem samochodowym.